# Ampedus samai
Ampedus samai is een keversoort uit de familie kniptorren (Elateridae). De wetenschappelijke naam van de soort is voor het eerst geldig gepubliceerd in 1988 door Schimmel, Platia & Platia.